# Kuala Penyu (district)
Kuala Penyu is een district in de Maleisische deelstaat Sabah.
Het district telt 19.500 inwoners op een oppervlakte van 450 km².